# Night of the Day of the Dawn of the Son of the Bride of the Return of the Revenge of the Terror of the Attack of the Evil, Mutant, Alien, Flesh Eating, Hellbound, Zombified Living Dead Part 2: In Shocking 2-D
Night of the Day of the Dawn of the Son of the Bride of the Return of the Revenge of the Terror of the Attack of the Evil, Mutant, Alien, Flesh Eating, Hellbound, Zombified Living Dead Part 2: In Shocking 2-D – film produkcji amerykańskiej, znany także pod skróconymi tytułami Night of the Day of the Dawn of the Son of the Bride of the Return of the Terror lub NOTDOT, powstały w 1991 roku wyreżyserowany przez Jamesa Riffela, który jest także autorem filmowego scenariusza, oraz który film wyprodukował. Jest to parodia produkcji o zombie, w tym przede wszystkim kultowej Nocy żywych trupów (1968) w reżyserii George’a A. Romero – Riffel wykorzystał sceny użyte w klasyku Romero, a następnie podłożył pod głos jego bohaterów dubbing własnego autorstwa. Choć początkowo dystrybuowany zaledwie w pięciuset amerykańskich wypożyczalniach kaset VHS, dziś uznawany jest za pozycję kultową wśród fanów filmowych parodii.
Film znany jest jako posiadacz najdłuższego anglojęzycznego tytułu (sto sześćdziesiąt cztery litery składające się na czterdzieści dwa słowa).
W październiku 2005 r. film zaprezentowano podczas New York City Horror Film Festival.